# Hillel Slovak
Hillel Slovak (Haifa, Izrael, 1962. április 13. – Los Angeles, Kalifornia, 1988. június 25.) izraeli–amerikai gitáros, a Red Hot Chili Peppers tagja.

## Pályafutása
Izraelben született, családjával 1965-ben Queensbe költöztek, majd 1967-ben Kaliforniába. Középiskolai évei alatt, a Fairfax High Schoolban ismerkedett meg körülbelül egy időben a gitárral, Anthony Kiedisszel és Michael Balzaryval (Flea) is.
1983-ban megalkották zenekarukat, Red Hot Chili Peppers néven. Az alapító tagok Anthony Kiedis, Mike 'Flea' Balzary, Hillel Slovak és Jack Irons voltak. Hillel és Anthony nemsokára elmerültek a heroinfüggőségükben, és Hillel egyre mélyebbre süllyedt.
A halála előtti időszakban annyira súlyos volt állapota, hogy már a fellépéseken sem volt képes koncentrálni, ezért Anthony és Flea elhatározták, hogy kiteszik a bandából. Ám végül belátták, hogy Hillelnek ebben a helyzetben lenne leginkább szüksége a barátaira, így mégsem küldték el.
Hillel és Jack a "What is this?" nevű projektjük miatt elhagyták a zenekart, de Hillel még egyszer visszatért 1985-ben, és együtt rögzítették a Freaky Styley-t majd 1987-ben az The Uplift Mofo Party Plant is. 1988. június 25-én, 26 évesen kábítószer-túladagolásban elhunyt.

### Fiatalkora
Slovak Haifában, Izraelben született holokauszttúlélő zsidó szülőktől. Édesanyja lengyel származású volt, édesapja pedig Jugoszláviából származott. A család akkor emigrált az Egyesült Államokba, amikor Slovak  ötéves  volt. Először Queensben telepedtek le, majd átköltöztek Kaliforniába. Gyerekkorában erősen érdeklődött a művészetek iránt, gyakran festett édesanyjával, Estherrel. A Laurel Elementary Schoolba járt iskolába, Nyugat-Hollywoodba, majd utána felvették a hollywoodi Bancroft Jr. Középiskolába, ahol megismerkedett későbbi zenésztársaival, Jack Ironsszal és Michael "Flea" Balzaryval. Első gitárját 13 évesen kapta a bar-micvójára, ezután nagyon sokszor játszott a hangszeren, gyakran egész éjszaka. Ez idő alatt nagyban hatott rá a hard rock, ezen is belül leginkább Jimi Hendrix, a Led Zeppelin és a Kiss.
Elsőévesként a Fairfax Középiskolában, alapított egy zenekart Irons-szal a doboknál, és még két iskolai barátjával, Alain Johannesszal és Todd Strassmannel. A zenekart Chain Reactionnek nevezték el, de első koncertjük után átnevezték Anthymre.